# Road to Perdition (film)
Road to Perdition is een Amerikaanse misdaadfilm uit 2002 die werd gebaseerd op de gelijknamige striproman van Max Allan Collins en Richard Piers Rayner, uitgegeven door Paradox Press/DC Comics. De film werd geregisseerd door Sam Mendes en is een productie van 20th Century Fox en Dreamworks SKG. De film ging in première op 12 juli 2002 in Canada en de Verenigde Staten.

## Verhaal
Het verhaal gaat over Michael Sullivan (Tom Hanks), die in het Chicago van de jaren 30 werkt voor misdaadbaas John Rooney (Paul Newman). Rooney beschouwt hem als zijn zoon, een feit dat zijn echte zoon, Connor Rooney (Daniel Craig), dwarszit. Sullivans oudste zoon Michael jr. (Tyler Hoechlin) is benieuwd wat zijn vader precies voor werk doet en besluit op een dag zijn vader te volgen in de achterbank van diens wagen. Hij wordt hierdoor getuige van een afrekening door zijn vader en Connor Rooney. Connor twijfelt of de jonge Michael de waarheid geheim kan houden. Daarbij is hij jaloers op diens vader. Hij verzint een list om zowel Sullivan als zijn gezin om te brengen, wat slechts ten dele lukt. Connor schiet Sullivans vrouw Annie (Jennifer Jason Leigh) en jongste zoon Peter (Liam Aiken) dood. Om te voorkomen dat Sullivan op zeker moment wraak neemt door Connor om te brengen, laat Rooney sr. maffia-advocaat Frank Nitti (Stanley Tucci) huurmoordenaar Harlen Maguire (Jude Law) inschakelen om Sullivan en zijn overgebleven zoon te vermoorden. Sullivan en zijn zoon ontkomen aan diens eerste poging en slaan op de vlucht. Ze zoeken hun heil bij zijn schoonzus op het platteland van Perdition, waar Sullivan een plan bedenkt om zijn zoon permanent uit handen van de maffia te houden.

## Prijzen
Road to Perdition won een Oscar voor beste camerawerk en werd daarnaast genomineerd voor nog vijf andere Oscars. Te weten:
- Academy Award voor Beste Mannelijke Bijrol (Paul Newman)
- Academy Award voor Beste Art Direction
- Academy Award voor Beste Originele Muziek
- Academy Award voor Beste Geluid
- Academy Award voor Beste Geluidsbewerking

De film won in totaal meer dan vijftien filmprijzen, waaronder Saturn Awards voor de film en acteur Tyler Hoechlin, BAFTA Awards voor de cinematografie en de productieontwerpers en een Satellite Award voor de cinematografie.